# Maria Àngels Olmedo
Maria Àngels Olmedo Delestal (Figueras, 4 de marzo de 1958) es una política española, que fue presidenta provincial del Partido Popular de Gerona.
En las elecciones municipales de 2011 fue la alcaldable del Partido Popular en su ciudad natal, Figueras. En estas elecciones el Partido Popular obtuvo tres concejales, siendo por primera vez la segunda fuerza del Ayuntamiento de Figueras, convirtiéndose Olmedo en la líder de la oposición a los gobiernos de Vila y Felip.
Repitió como alcaldable en las elecciones municipales de 2015 y en las de 2019. Siendo concejal en el Ayuntamiento de Figueres durante ocho años, de 2011 a 2019, ejerciendo también como portavoz del grupo municipal del Partido Popular. 
En las elecciones al Parlament de Catalunya de 2017 encabezó la lista del Partido Popular en la circunscripción de Gerona. Y en las elecciones generales españolas de 2019 fue candidata al Senado.
En diciembre de 2019 fue elegida presidenta provincial del Partido Popular de Gerona. En las elecciones del 14 de febrero de 2021 al Parlamento de Cataluña fue la candidata del Partido Popular por la circunscripción de Gerona sin conseguir el acta de diputada.
En mayo de 2021 fue substituida por Jaume Veray.